# Liriomyza lepidii
Liriomyza lepidii är en tvåvingeart som beskrevs av Harrison 1976. Liriomyza lepidii ingår i släktet Liriomyza och familjen minerarflugor. Inga underarter finns listade i Catalogue of Life.